# Arroyo Ñancay
El arroyo Ñancay es un curso de agua de la cuenca hidrográfica del río Uruguay, ubicado en la provincia argentina de Entre Ríos. 
Nace al norte de la localidad de Ceibas, en el departamento de Gualeguaychú y se dirige con rumbo sureste hasta desembocar en el río Uruguay en dos brazos, uno conserva el mismo nombre y el otro se denomina arroyo Santo Grande. Parte de su curso marca el límite entre el departamento mencionado y el de Islas del Ibicuy.
- Datos: Q5706277